# Lier (Norwegen)
Lier ist eine Stadt und Kommune in der Provinz (Fylke) Buskerud in Norwegen. Sie grenzt im Norden an Modum und Hole, im Osten an Bærum und Asker, im Süden und Westen an Drammen und weiterhin im Westen an Øvre Eiker.
Lier ist vor allem als Stadt der Erdbeerzucht bekannt, aber auch für Apfel- und Gemüseanbau. Es gibt im Winter und im Sommer gute Ausflugsmöglichkeiten. Lier wird auch als Grüne Lunge zwischen Oslo und Drammen bezeichnet.

## Herkunft des Namens
Der Name Lier leitet sich von líðir (Norrønt), was der Plural von líð (Hügel) ist.

## Wappen
Das Wappen zeigt in Rot fünf silberne gestielte Apfelblüten im Zirkel. Es wurde 1970 angenommen. Die Apfelblüten sollen Fruchtbarkeit symbolisieren.

## Geographie und Bevölkerung
Die meisten Einwohner wohnen in den Kleinstädten Tranby, Nøste, Gullaug, Lierskogen, Sylling und Lierbyen. Andere Städte in Lier sind Reistad, Sjåstad und Egge. Lier umfasst etwa ein Drittel des Waldgebietes Finnemarka, das für seine guten Ausflugs-, Fisch- und Bademöglichkeiten bekannt ist. Der größte Binnensee in der Kommune Lier, der Holsfjord, ist ein Arm des Tyrifjord. Dessen tiefster Punkt befindet sich am Svangstrand nahe Sylling. Es gibt weiterhin die kleinen Seen Nykjua, Goliatten, den Asdøltjern und den Damtjern. Gilhusodden ist ein Naturreservat und beliebter Ausflugsort, wo es eine Vielzahl von seltenen Vogelarten zu finden gibt. Lier arbeitet kommunal stark mit Drammen zusammen, erfährt aber zunehmend Druck aus der größeren Nachbargemeinde. Eine Ausgliederung von Lierstrand im Jahr 2005 nach Drammen erzeugte Gegenreaktionen.

## Landwirtschaft und Industrie
In Lier gibt es eine große Vielfalt in der Landwirtschaft, deren Hauptgewicht auf dem Obst- und Gemüseanbau, besonders von Äpfeln und Erdbeereren, liegt. Zudem gibt es einige Firmen in der Kommune Lier, unter anderem Kværner Eureka, Kiwi Minipris AS, Protan AS, Mester Grønn AS, ASKO Drammen, Scanox AS, Star Maling, Jacobsen Elektro und Tomra Systems ASA.

## Kultur
Jedes zweite Jahr werden in Lier die Liertage (Lierdagene) in der Regie der Kommune veranstaltet. 2005 feierten die Lierdagene ihr zehnjähriges Bestehen. Weiterhin gibt es in der Region das jährliche Apfelfestival (Eplefestivalen). Zudem gibt es, seit 2003, die jährliche Fahrradtour Rund um Lier (Lier Rundt). In Gillhusodden gibt es, jedes zweite Jahr seit 2000 das Freilichtstück Hallvards Wahl (Hallvards valg), das an der Legende von St. Hallvard angelehnt ist.

## Sehenswürdigkeiten
In der Kommune Lier gibt es die Bygdeborg, eine mittelalterliche Verschanzung nahe dem Fosskollen, weiterhin die Gjellebekk Skanse, eine Festung, die 1716 im Nordischen Krieg errichtet wurde. In der Nähe findet sich eine stillgelegte Marmorgrube, die 
Marmor für die Marmorkirche in Kopenhagen lieferte. Ebendort findet sich ein Obelisk, der zu Ehren König Fredriks V., der 1749 während seines Besuchs in der Marmorgrube aufgestellt wurde. Für Oslos Schutzheiligen, St. Hallvard, der im Gebiet der Kommune Lier geboren wurde, gibt es eine Gedenkstätte. In Gjellebekk, zwischen Tranby und Liertoppen, gibt es eine Kupfergrube; einzelne Stollen sind sehr gefährlich und sollten nicht betreten werden. Auf dem Friedhof von Sjåstad liegen die sterblichen Überreste von zehn während des Zweiten Weltkriegs abgeschossenen britischen Piloten.
Die Lierbahn (Lierbanen) ist eine stillgelegte Eisenbahnstrecke zwischen Sylling, Lierbyen und Asker. Hier entlang führen heute Rad- und Wanderwege. Der Kraftkollen ist der höchste Punkt in Oslos Westmark. Dort gibt es eine Aussicht über Lier, Drammen und den Oslofjord. Die Lyngås Motorbane (auch Lyngåsbane), die inzwischen einer Abfallbeseitigungsanlage weichen musste, war eine Automobilsport-Rennstrecke, auf der von 1980 bis 2004 insgesamt 25 Rallycross-Europameisterschaftsläufe gefahren wurden.

## Verkehr und Infrastruktur
Lier hat eine Haltestelle an der Drammenbanen. Im Gemeindegebiet liegt der 1973 eröffnete Lieråsen tunnel, mit 10,7 km Norwegens zweitlängster Eisenbahntunnel. Durch die Kommune führt die Europastraße 18.

## Bekannte Lierer
- St. Hallvard (um 1020–um 1043)
- Thorleif Bache (1880–1964), Pferdesportler, Skisportler und Geschäftsmann
- Viggo Brun (1885–1978), Mathematiker
- Thorleif Haug (1894–1934), Skiläufer
- Rakel Wahl (1921–2005), Skilangläuferin
- Hans Bjørnstad (1928–2007), 1950 Weltmeister im Skispringen
- Gert Nygårdshaug (* 1946), Schriftsteller (wohnt in Lier)
- Martin Kolberg (* 1949), Sekretär der Norwegischen Arbeiterpartei
- Bjørn Eidsvåg (* 1954), Künstler und Priester (wohnt in Lier)
- Karin Fossum (* 1954), Schriftstellerin (wohnt in Lier)
- Rebekka Bakken (* 1970), Sängerin und Songwriterin
- Sandra Bruflot (* 1991), Politikerin
- Ola Stunes Isene (* 1995), Leichtathlet
- Jone (* 1995), Sänger und Musikproduzent
- Cengiz Al (* 1997), norwegischer Schauspieler

## Partnergemeinden
Lier hat drei Partnergemeinden in Skandinavien: Kokemäki in Finnland, Hobro in Dänemark und Falköping in Schweden. Zwischen diesen drei Gemeinden gibt es jeden Sommer Jugendaustausche.